# Qoʻngʻirot
Qoʻngʻirot (kyrillisch Қўнғирот; karakalpakisch Qońırat, kyrillisch Қоңырат; russisch Кунград Kungrad, bis 1969 Железнодорожный Schelesnodoroschny) ist eine Stadt in der zu Usbekistan gehörenden Autonomen Republik Karakalpakistan, gelegen etwa 90 km nordwestlich der karakalpakischen Hauptstadt Nukus auf 60 m Seehöhe im Delta des Amudarja. Acht Kilometer weiter westlich beginnt das Ustjurt-Plateau. 1989 wurden in der Stadt beim Zensus etwa 29.810 Einwohner gezählt, einer Berechnung für 2009 zufolge beträgt die Einwohnerzahl 63.589.

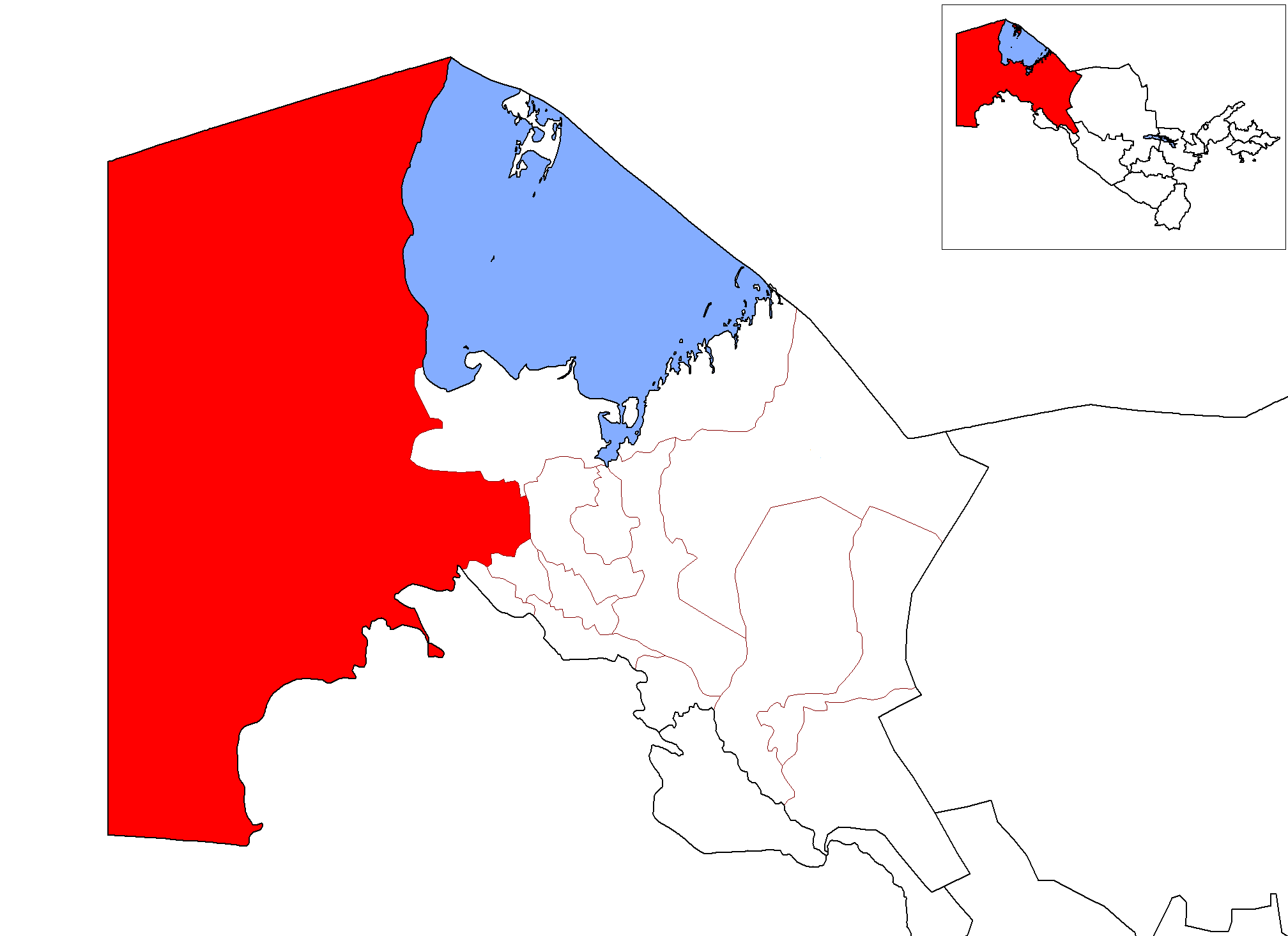
Lage des Distriktes Qoʻngʻirot in Karakalpakistan

Qoʻngʻirot ist eine kreisfreie Stadt und zudem Hauptort des gleichnamigen Distriktes Qoʻngʻirot, der im westlichen Teil der Republik gelegen beinahe die Hälfte ihrer Fläche einnimmt. Der Flächenanteil des Distriktes Qoʻngʻirot an Usbekistan beträgt 12 %.
Qoʻngʻirot besitzt einen Bahnhof an der Strecke von Türkmenabat in Turkmenistan nach Beineu in Kasachstan und einen Flughafen (ICAO-Code: UTNK). Während des Baus der Eisenbahn in Richtung Kasachstan in den 1960er-Jahren entwickelte sich Qoʻngʻirot zu einem Verkehrsmittelpunkt.
Die Stadt ist eine der ältesten Zentralasiens und war mehrere Male Hauptstadt eines Reiches im Aralsee-Gebiet.